# 羅伯特·納瓦羅
羅伯特·納瓦羅·穆尼奥斯（2002年4月12日—），是一名西班牙足球運動員，司職中場。現効力西甲俱樂部毕尔巴鄂，曾代表西班牙各級青年隊。

## 俱樂部生涯
納瓦羅於2018年7月3日與法甲俱樂部摩納哥簽約。
2019年9月2日，納瓦羅與西甲俱樂部皇家社會簽署了一份為期三年的職業合約，最初他被分配到皇家社會足球B隊。
在2021-22西甲賽季之前，皇家社會足球總監羅伯托·奧拉貝宣布納瓦羅被提升為主力陣容。

## 個人生活
納瓦羅的父親羅伯托也是一名職業足球運動員。作為一名後衛，他曾代表奧薩蘇納B隊、桑特安德魯和奧斯皮塔萊特。

## 榮譽

### 俱樂部
摩納哥
- 法國超級盃亞軍：2018年[6]

## 外部連結
- Soccerway資料庫：羅伯特·納瓦羅
- 羅伯特·納瓦羅的Instagram帳戶